# William Harcourt, III conte Harcourt
William Harcourt, III conte Harcourt (Inghilterra, 20 marzo 1743 – St Leonard's Hill, 17 giugno 1830), è stato un nobile e militare inglese.

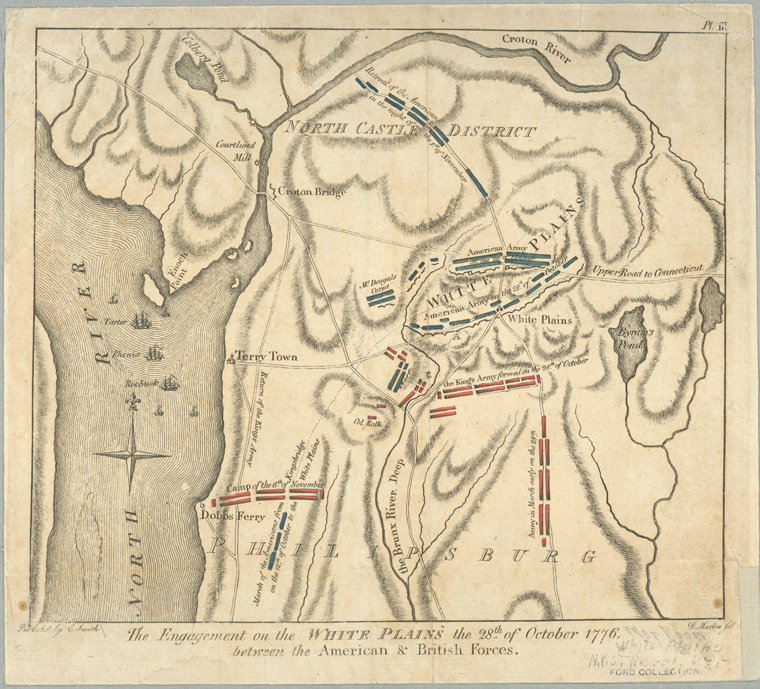
Mappa del 1796 che mostra le strategie degli eserciti opposti nella Battaglia di White Plains durante la quale Harcourt comandò il 16th Light Dragoons

Prestò servizio come aiutante di campo di lord Albemarle nella sua spedizione all'Avana nel corso della Guerra dei Sette anni. Egli comandò inoltre il suo reggimento nella battaglia di White Plains e prese il generale Charles Lee a Basking Ridge nel corso della guerra rivoluzionaria americana. Dopo di ciò ottenne il comando della cavalleria britannica nella Battaglia di Courtrai nella Campagna delle Fiandre. Succedette al duca di York come comandante nel corso della campagna e predispose la ritirata degli inglesi da Brema. Il suo ultimo ruolo militare fu quello di governatore del college militare di Great Marlow.

## Biografia
Figlio minore di Simon Harcourt, I conte Harcourt e di sua moglie Rebecca Samborne Le Bas, Harcourt decise di intraprendere la carriera militare e divenne aspirante ufficiale del First Regiment of Foot Guards il 10 agosto 1759. Divenne capitano del 16th Light Dragoons, reggimento che era stato creato a spese di suo padre e che era noto come "Harcourt's Black Horse", il 27 ottobre 1759. Venne trasferito al 3rd Dragoons il 30 giugno 1760 e venne successivamente inviato nel Ducato di Meclemburgo-Strelitz (con suo padre) per scortare la consorte di re Giorgio III in Inghilterra dopo la conclusione delle trattative di matrimonio. In riconoscimento di ciò, venne nominato scudiero della stessa Carlotta di Meclemburgo-Strelitz in quello stesso anno.
Harcourt prestò servizio come aiutante di campo di Lord Albemarle nella sua spedizione all'Avana nel 1762 durante la Guerra dei sette anni. Promosso tenente colonnello ed ottenuto il comando del 31st Regiment of Foot nel novembre del 1764, del 4th Light Dragoons nell'aprile del 1765 e del 16th Light Dragoons nel giugno del 1768, si qualificò come ufficiale di spicco.
Nel 1766 venne nominato Groom of the Bedchamber di re Giorgio III, incarico che mantenne sino al 1808 quando venne creato Master of the Robes, rimanendo in carica sino al 1809, anno in cui ottenne la carica di Master of the Horse della regina sino al 1818. Sedette inoltre in parlamento per la costituente di Oxford dal 1768 al 1774.
Comandò il 16th Light Dragoons alla Battaglia di White Plains nell'ottobre del 1776 e catturò personalmente il generale Charles Lee a Basking Ridge nel dicembre 1776 nel corso delle guerre rivoluzionarie americane. Promosso colonnello il 29 agosto 1777, divenne aiutante di campo di Giorgio III nel settembre del 1777 e colonnello onorario del 16th Light Dragoons nell'ottobre del 1779. Acquistò St Leonard's Hill a Clewer dal Duca di Gloucester nel 1781 e, con la promozione a maggiore generale il 20 novembre 1782, venne nominato Vice Ranger del parco del Castello di Windsor.
Promosso tenente generale il 18 ottobre 1793, Harcourt comandò la cavalleria britannica nella Battaglia di Courtrai durante la Campagna delle Fiandre. Nominato Governatore di Fort William il 21 marzo 1794, succedette al duca di York come comandante nel corso della campagna delle Fiandre e supervisionò il ritiro delle truppe inglesi da Brema nella primavera del 1795. Al suo ritorno in patria venne nominato Governatore di Kingston-upon-Hull.
Harcourt venne promosso generale il 1 gennaio 1798 e divenne primo governatore del college militare reale di Great Marlow nel giugno del 1801. Nominato Vice Luogotenente del Berkshire nel novembre del 1801, succedette a suo fratello maggiore, George Simon Harcourt, II conte Harcourt, alla contea nell'aprile del 1809 e venne nominato governatore di Portsmouth nel luglio del 1811. Nominato Cavaliere di Gran Croce dell'Ordine del Bagno il 20 maggio 1820 e promosso Feldmaresciallo il 17 luglio 1821, Harcourt portò la Union Flag all'incoronazione di Giorgio IV il 19 luglio 1821. Nel 1827 divenne governatore di Plymouth.
Harcourt morì a St Leonard's Hill il 17 giugno 1830 e venne sepolto a Stanton Harcourt nell'Oxfordshire. I suoi possedimenti passarono a suo cugino, Edward Vernon, all'epoca Arcivescovo di York, con l'obbligo di aggiungere al proprio cognome quello degli Harcourt. Statue di Lord Harcourt vennero commissionate da Robert William Sievier ed erette alla St Michael's Church di Stanton Harcourt ed alla Cappella di San Giorgio del Castello di Windsor.

## Matrimonio
Il 3 settembre 1778 Harcourt sposò Mary, vedova di Thomas Lockhart di Craig House in Scozia, e figlia del reverendo W. Danby di Farnley, nel North Yorkshire; la coppia non ebbe figli.